# New Sweden, Minnesota
New Sweden är ett kommunfritt område i Nicollet County i Minnesota i USA. Det ligger där vägarna MN 22 och MN 111 möts.

### Fotnoter
1. ↑  ”Feature Detail Report for: New Sweden” (på engelska). USGS. Arkiverad från originalet den 24 mars 2015. http://archive.today/2015.03.24-093416/http://geonames.usgs.gov/apex/f?p=gnispq:3:0::NO::P3_FID:654845. Läst 22 mars 2015.